# Норма (математика)
Нор́ма — це функція, що задана на лінійному просторі і є узагальненням поняття довжини вектора.
Простір із заданою на ньому нормою називається нормованим простором.

## Означення норми
Нормою у векторному просторі {\displaystyle V} над полем {\displaystyle \mathbb {K} } називають відображення {\displaystyle \|\cdot \|:V\rightarrow \mathbb {R} ,} що задовольняє наступним умовам:
1. {\displaystyle \|v\|\geq 0,\quad \|v\|=0} тільки при {\displaystyle v={\vec {0}}} (невід'ємність)
2. {\displaystyle \|rv\|\,=\,|r|\|v\|,\quad } де {\displaystyle r\in \mathbb {K} } — скаляр (однорідність)
3. {\displaystyle \|u+v\|\,\leq \,\|u\|+\|v\|,\quad \forall u,v\in V} (нерівність трикутника)

Ці умови також відомі як аксіоми норми.

## Властивості
За допомогою норми {\displaystyle \|\cdot \|,} векторний простір {\displaystyle V} одержує структуру метричного і топологічного нормованого векторного простору. А саме, відстань {\displaystyle d(u,v)=\|u-v\|.} Зазначимо, що для будь-яких {\displaystyle u,v,w\in V} виконується {\displaystyle d(u+w,v+w)=d(u,v),} метрики на векторному просторі {\displaystyle V} з такою властивістю називаються трансляційно інваріантними. Найважливіший спеціальний випадок — це коли метричний простір {\displaystyle V} є повним відносно метрики означеної нормою, тобто коли {\displaystyle V} — повний нормований лінійний простір, або банахів простір.

### Геометричний зміст норми
З геометричної думки, задання норми на {\displaystyle V} — це те й саме, що і задання її одиничної кулі {\displaystyle B(0,1)=\{v\in V:\|v\|\leq 1\},} тобто множини всіх векторів, довжина яких не перевищує одиниці. Одинична куля норми — це випукла підмножина векторного простору {\displaystyle V,} що містить нульовий вектор {\displaystyle {\vec {0}}} серед своїх внутрішніх точок.

## Приклади

### Евклідова норма
Нехай {\displaystyle V=\mathbb {R} ^{n}} — це {\displaystyle n}-вимірний координатний векторний простір. Евклідова норма на {\displaystyle V} визначається за формулою {\displaystyle \|u\|={\sqrt {(u,u)}},} де {\displaystyle (u,v)=\sum _{i=1}^{n}u_{i}v_{i}} — це стандартний скалярний добуток на {\displaystyle \mathbb {R} ^{n}.} Перші дві аксіоми норми майже очевидні. Щодо третьої аксіоми, то вона випливає з нерівності Коші-Буняковського у {\displaystyle \mathbb {R} ^{n}.} Одинична куля цієї норми — це звичайна одинична куля.

### Супремум норма
Нехай {\displaystyle V=\mathbb {R} ^{n},}⁣ але цього разу визначимо норму за формулою {\displaystyle \|u\|=\operatorname {sup} _{i=1}^{n}|u_{i}|} (це так звана sup норма). Всі три аксіоми норми легко перевіряються. У цьому випадку, одинична куля норми являє собою одиничний куб {\displaystyle \{u\in \mathbb {R} ^{n}:|u_{i}|\leq 1,1\leq i\leq n\},} що складається із тих векторів, всі координати яких містяться між {\displaystyle -1} і {\displaystyle 1.}

### Манхетенська норма
Нехай {\displaystyle V=\mathbb {R} ^{n},} але цього разу визначимо норму за формулою
{\displaystyle \|u\|=\sum _{i=1}^{n}|u_{i}|.} Як і в попередньому прикладі, аксіоми норми легко перевіряються. Одинична куля цієї норми — це узагальнений октаедр, що є правильним політопом {\displaystyle n}-вимірного простору полярним до {\displaystyle n}-вимірного куба.

## Еквівалентність норм
Нехай {\displaystyle \|\cdot \|_{1},\,\|\cdot \|_{2}} — дві норми визначені на одному і тому ж просторі {\displaystyle \!V}. Якщо існує таке дійсне {\displaystyle C>0,} що {\displaystyle \|v\|_{1}\leq C\|v\|_{2}} для будь-якого {\displaystyle v\in V,} то норма {\displaystyle \|\cdot \|_{1}} називається підпорядкованою нормі {\displaystyle \|\cdot \|_{2}.} Якщо водночас і норма {\displaystyle \|\cdot \|_{2}} підпорядкована нормі {\displaystyle \|\cdot \|_{1}}, то такі дві норми називаються еквівалентними.